# Sunday Night Football
Sunday Night Football (abbreviato in SNF) è un programma televisivo della National Football League (NFL) che trasmette una partita nella prima serata della domenica, usualmente con inizio alle 8:20 p.m. ora della costa est degli Stati Uniti.
Dal 1987 al 2005 è andato in onda su ESPN col titolo ESPN Sunday Night Football per poi passare dal 2006 alla NBC venendo rinominato NBC Sunday Night Football.

## Storia
Nel 1978 fu giocata la prima partita di domenica sera della NFL, tra Oakland Raiders e New England Patriots, trasmessa dalla ABC all'interno del suo Monday Night Football. Negli anni successivi almeno una gara per stagione fu fatta disputare nella prima serata domenicale. 
Nel 1986 la ESPN aveva programmato di trasmettere una partita di domenica sera per ogni turno della stagione regolare della United States Football League. Quando il campionato di questa lega saltò, la ESPN portò l'idea nell'accordo stipulato per la trasmissione delle partite della NFL a partire dal 1987, cominciando dalla seconda metà della stagione regolare.
Nacque così l'ESPN Sunday Night Football con la sua prima messa in onda l'8 novembre 1987 con la partita tra New England Patriots e New York Giants.
La ESPN trasmetteva il programma via cavo, prima volta negli Stati Uniti per eventi sportivi di così ampio seguito, ma allo stesso tempo questa strinse accordi con reti locali per la trasmissione anche via etere nelle aree delle squadre che scendevano di volta in volta in campo.
Nel 1990 si passò ad una partita di domenica sera in tutti i turni della stagione regolare, con metà delle gare trasmesse dalla TNT e l'altra metà dalla ESPN, poi dal 1998 tutte le partite furono mandate in onda dalla sola ESPN.
Dal 2006, scaduti i diritti della ESPN che si era aggiudicati quelli sul Monday Night Football, subentró la NBC che trasmise il suo primo NBC Sunday Night Football il 10 settembre 2006 con l'incontro tra Indianapolis Colts e New York Giants.
Sotto la NBC i risultati del programma crebbero molto, con il programma che fu il più seguito negli Stati Uniti nel 2011 e poi dal 2013 al 2015.
Dal 2014 alcune partite del SNF furono trasmesse in simulcast anche dalla televisione statunitense in lingua spagnola Telemundo e poi dal 2020 l'intera programmazione. Dal 2024 Peacock TV trasmette il programma in streaming.
Nel 2023 la NBC prolungò i suoi diritti per il Sunday Night Football fino al 2034.

## Flessibilità e spostamenti
Il Sunday Night Football è ad oggi l'appuntamento principale e più visto per seguire una partita della NFL in televisione e in streaming, e uno delle trasmissioni sportive più seguite in assoluto.
Per questo motivo la NFL, già a partire dalla stagione 2006, ha inserito la possibilità di spostare le gare previste la domenica sera nelle ultime sette gare stagionali: infatti a partire dall'undicesimo turno molte squadre sono ormai fuori dalla corsa ai play-off e quindi la lega in questi casi preferisce far giocare la domenica sera un incontro che abbia implicazioni per la qualificazione alla post-season e che quindi richiami maggior interesse da parte degli appassionati. Le regole della NFL prevedono che può essere spostata alla domenica sera solo una delle gare previste per la domenica pomeriggio, mentre non possono essere spostate le altre gare già previste in prima serata (come il Monday Night Football o il Thursday Night Football), mentre il calendario dell'ultimo turno, il diciottesimo, viene invece predisposto solo dopo che sono state giocate le gare di settimana 17, in modo da scegliere gli incontri più interessanti da trasmettere in prime time.
Ad esempio, la gara di settimana 11 della stagione 2024 tra i Cincinnati Bengals e Los Angeles Chargers, entrambe ancora in corsa per i play-off, fu spostata alla domenica sera al posto di quella originariamente prevista tra Indianapolis Colts e New York Jets.
Allo stesso tempo la domenica sera è una fascia televisiva in cui può capitare che siano trasmessi altri eventi sportivi di grande importanza, usualmente delle altre grandi leghe sportive nord-americane come la NBA, la NHL, la MLB o la Nascar, e che quindi richiamano molti spettatori. Per questo può succedere che delle partite previste per il Sunday Night Football siano spostate proprio per evitare di ottenere minori ritorni di ascolti o, allo stesso modo, che siano le altre leghe a decidere di spostare i propri eventi. Ad esempio, dal 2006 a 2009 la NBC spostò una gara del Sunday Night Football per evitare di andare in conflitto con le World Series, mentre fu la MLB a non pianificare gare delle World Series nel 2023 e nel 2024 in concomitanza con il SNF.

## Presenze delle franchigie

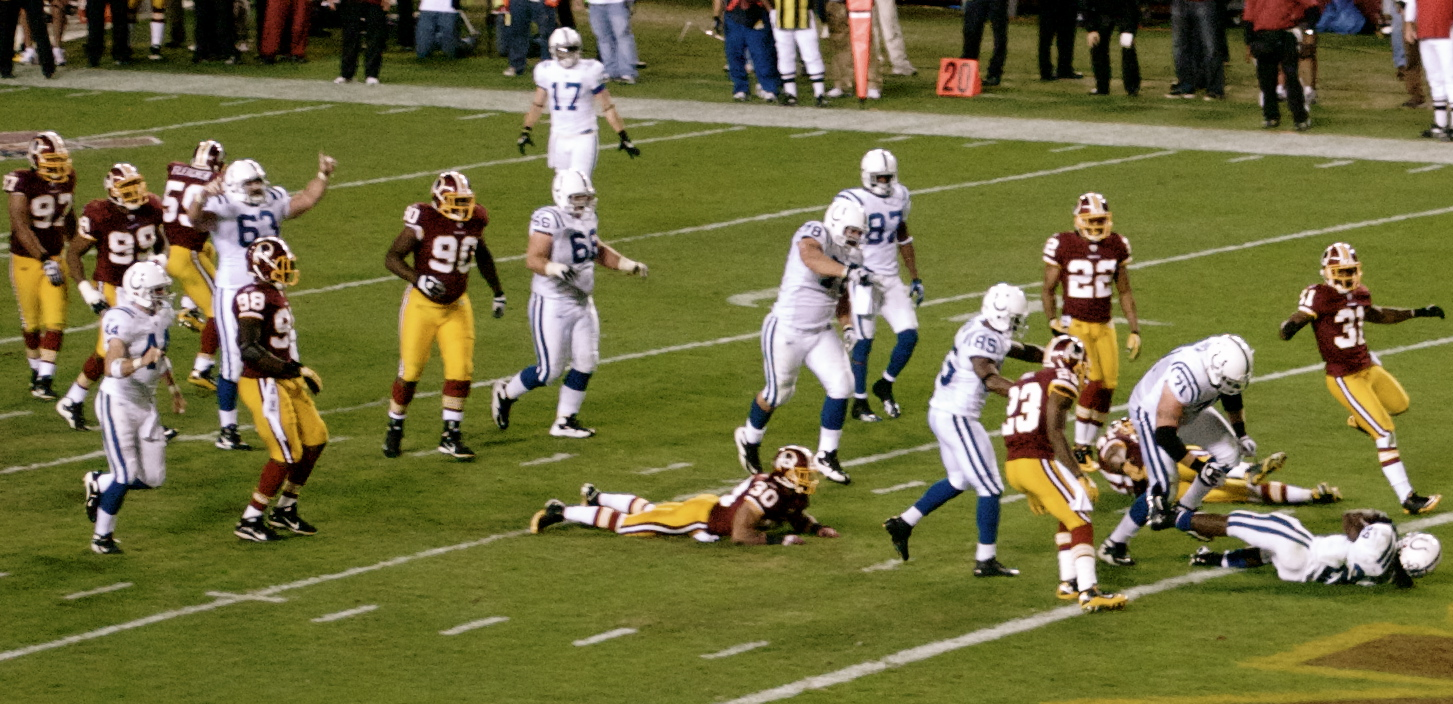
Indianapolis Colts contro i Washington Redskins nel SNF di settimana 6 della stagione 2010

Nella tabella che segue le gare giocate dalle franchigie della NFL nel Sunday Night Football alla stagione 2024, comprese quelle dei play-off.
I Dallas Cowboys sono la squadra con più presenze (65) mentre i Jacksonville Jaguars quella con meno apparizioni (5). I Buffalo Bills hanno la più alta percentuale di vittorie (78,6%) mentre i Cincinnati Bengals quella più bassa (21,1%).
| Squadra               | Partite disputate | Record (V-S-P) | % Vittorie | Partecipazione più recente                                            |
| --------------------- | ----------------- | -------------- | ---------- | --------------------------------------------------------------------- |
| Arizona Cardinals     | 14                | 8–5–1          | .607       | 25 dicembre 2022 sconfitta contro i Tampa Bay Buccaneers 19–16 (DTS)  |
| Atlanta Falcons       | 16                | 6–10–0         | .375       | 29 dicembre 2024 sconfitta contro i Washington Commanders 30–24 (DTS) |
| Baltimore Ravens      | 30                | 17–13–0        | .567       | 29 settembre 2024 vittoria contro i Buffalo Bills 35–10               |
| Buffalo Bills         | 14                | 11–3–0         | .786       | 1 dicembre 2024 vittoria contro i San Francisco 49ers 35–10           |
| Carolina Panthers     | 8                 | 2–6–0          | .250       | 4 dicembre 2016 sconfitta contro i Seattle Seahawks 40–7              |
| Chicago Bears         | 34                | 11–23–0        | .324       | 15 settembre 2024 sconfitta contro gli Houston Texans 19–13           |
| Cincinnati Bengals    | 19                | 4–15–0         | .211       | 17 novembre 2024 sconfitta contro i Los Angeles Chargers 34–27        |
| Cleveland Browns      | 6                 | 2–4–0          | .333       | 13 gennaio 2024 sconfitta contro gli Houston Texans 45–14             |
| Dallas Cowboys        | 65                | 35–30–0        | .538       | 22 dicembre 2024 vittoria contro i Tampa Bay Buccaneers 26–24         |
| Denver Broncos        | 28                | 16–12–0        | .571       | 19 novembre 2023 vittoria contro i Minnesota Vikings 21–20            |
| Detroit Lions         | 15                | 7–8–0          | .467       | 5 gennaio 2025 vittoria contro i Minnesota Vikings 31–9               |
| Green Bay Packers     | 50                | 28–22–0        | .560       | 15 dicembre 2024 vittoria contro i Seattle Seahawks 30–13             |
| Houston Texans        | 15                | 8–7–0          | .533       | 10 novembre 2024 sconfitta contro i Detroit Lions 26–23               |
| Indianapolis Colts    | 37                | 19–18–0        | .514       | 3 novembre 2024 sconfitta contro i Minnesota Vikings 21–13            |
| Jacksonville Jaguars  | 5                 | 2–3–0          | .400       | 17 dicembre 2023 sconfitta contro i Baltimore Ravens 23–7             |
| Kansas City Chiefs    | 38                | 22–16–0        | .579       | 8 dicembre 2024 vittoria contro i Los Angeles Chargers 19–17          |
| Las Vegas Raiders     | 11                | 4–7–0          | .364       | 12 novembre 2023 vittoria contro i New York Jets 16–12                |
| Los Angeles Chargers  | 28                | 14–14–0        | .500       | 8 dicembre 2024 sconfitta contro i Kansas City Chiefs 19–17           |
| Los Angeles Rams      | 17                | 7–10–0         | .412       | 24 novembre 2024 sconfitta contro i Philadelphia Eagles 37–20         |
| Miami Dolphins        | 9                 | 2–7–0          | .222       | 13 gennaio 2024 sconfitta contro i Kansas City Chiefs 26–7            |
| Minnesota Vikings     | 28                | 10–18–0        | .357       | 5 gennaio 2025 sconfitta contro i Detroit Lions 31–9                  |
| New England Patriots  | 43                | 24–19–0        | .558       | 17 settembre 2023 sconfitta contro i Miami Dolphins 24–17             |
| New Orleans Saints    | 26                | 19–7–0         | .731       | 19 dicembre 2021 vittoria contro i Tampa Bay Buccaneers 9–0           |
| New York Giants       | 40                | 16–24–0        | .400       | 13 ottobre 2024 sconfitta contro i Cincinnati Bengals 17–7            |
| New York Jets         | 11                | 5–6–0          | .455       | 20 ottobre 2024 sconfitta contro i Pittsburgh Steelers 37–15          |
| Philadelphia Eagles   | 48                | 25–23–0        | .521       | 24 novembre 2024 vittoria contro i Los Angeles Rams 37–20             |
| Pittsburgh Steelers   | 52                | 29–23–0        | .558       | 20 ottobre 2024 vittoria contro i New York Jets 37–15                 |
| San Francisco 49ers   | 22                | 11–11–0        | .500       | 1º dicembre 2024 sconfitta contro i Buffalo Bills 35–10               |
| Seattle Seahawks      | 32                | 20–11–1        | .641       | 15 dicembre 2024 sconfitta contro i Green Bay Packers 30–13           |
| Tampa Bay Buccaneers  | 13                | 6–7–0          | .462       | 22 dicembre 2024 sconfitta contro i Dallas Cowboys 26–24              |
| Tennessee Titans      | 7                 | 2–5–0          | .286       | 6 novembre 2022 sconfitta contro i Kansas City Chiefs 20–17 (DTS)     |
| Washington Commanders | 22                | 10–12–0        | .455       | 29 dicembre 2024 vittoria contro gli Atlanta Falcons 30–24 (DTS)      |

1. ↑  Oakland Raiders fino al 2019
2. ↑  San Diego Chargers fino al 2017
3. ↑  St. Louis Rams fino al 2016
4. ↑  Washington Redskins fino al 2019, Washington Football Team dal 2020 al 2021

## Spettatori
Il Sunday Night Football è uno dei programmi televisivi più seguiti degli Stati Uniti. Risultò primo assoluto tra tutti i programmi per tre anni consecutivi, dal 2012 al 2014.

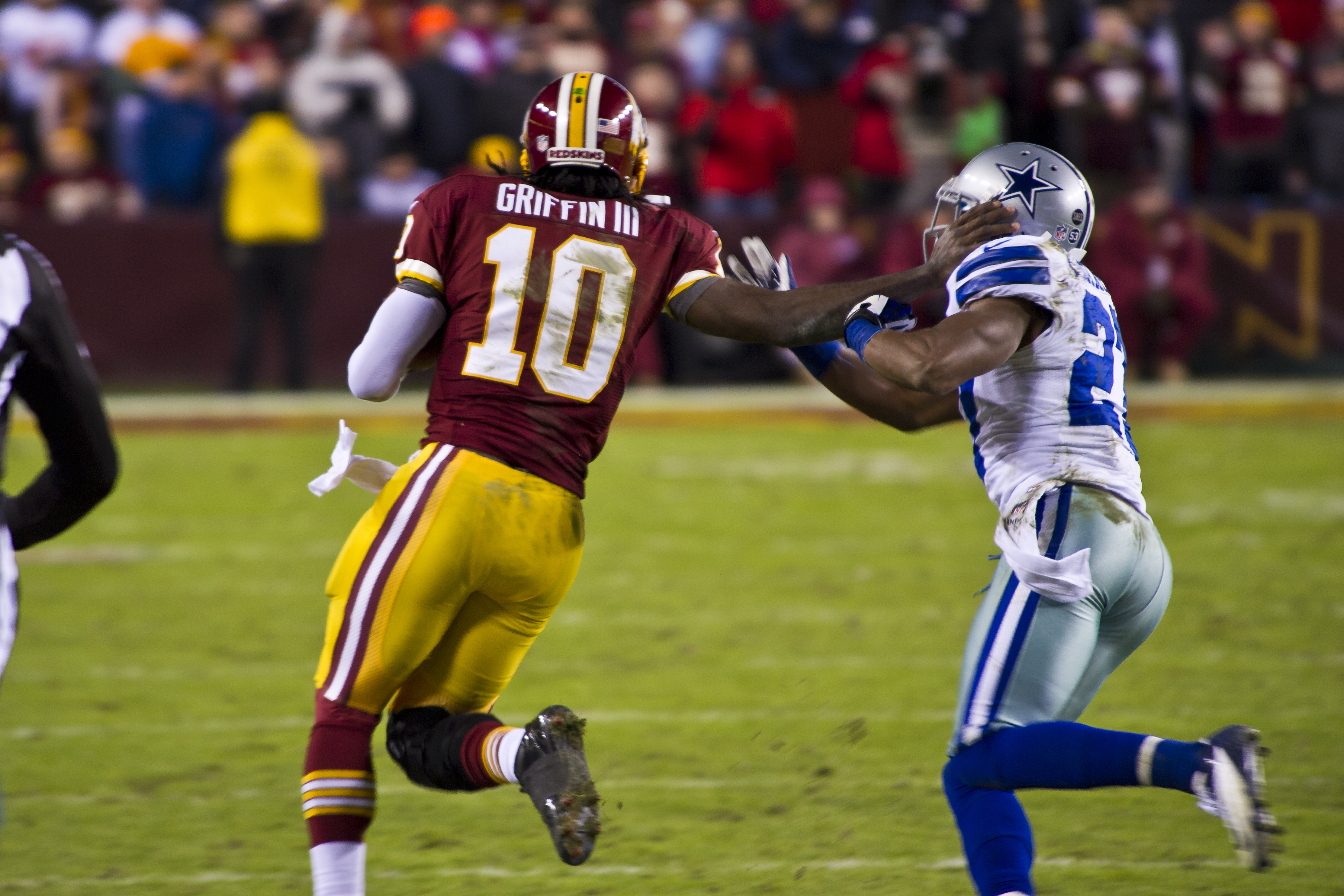
Il quarterback Robert Griffin III dei Redskins affronta la safety Eric Frampton dei Cowboys nel Sunday Night Football del 30 dicembre 2012, il più visto di sempre con 30,3 milioni di spettatori televisivi

Nella tabella che segue le dieci partite più seguite al 2024 nella storia del programma:
| Pos. | Stagione | Partita (in grassetto la squadra vincente)   | Risultato | Spettatori del SNF (in milioni) |
| ---- | -------- | -------------------------------------------- | --------- | ------------------------------- |
| 1    | 2012     | Washington Redskins vs Dallas Cowboys        | 28-18     | 30,3                            |
| 2    | 2021     | Tampa Bay Buccaneers vs New England Patriots | 19-17     | 28,5                            |
| 3    | 2015     | New York Giants vs Dallas Cowboys            | 26-27     | 26,8                            |
| 4    | 2023     | Kansas City Chiefs vs New York Jets          | 23-20     | 26,7                            |
| 5    | 2023     | Philadelphia Eagles vs Dallas Cowboys        | 13-33     | 26,5                            |
| 6    | 2016     | Dallas Cowboys vs New York Giants            | 7-10      | 26,5                            |
| 7    | 2015     | Seattle Seahawks vs Green Bay Packers        | 17-27     | 26,4                            |
| 8    | 2023     | San Francisco 49ers vs Seattle Seahawks      | 28-16     | 26,4                            |
| 9    | 2023     | Dallas Cowboys vs San Francisco 49ers        | 10-42     | 26,1                            |
| 10   | 2023     | Kansas City Chiefs vs Green Bay Packers      | 19-27     | 25,4                            |

Nel seguente grafico è riportata la media annuale di spettatori a partita (in milioni) registrata dal Sunday Night Football negli Stati Uniti dal 2014 al 2024, con quelle di altri programmi che trasmettono partite della NFL in prima serata come il Monday Night Football (MNF) e il Thursday Night Football (TNF), insieme alla media del totale delle partite messe in onda dalla lega.
Media spettatori TV/Streaming a partita (milioni)Anno0510152025201420162018202020222024Totale National Football LeagueThursday Night FootballMonday Night FootballSunday Night Football
Fonti dati: Nielsen.com Statista SportsMediaWatch